# Puente Zohar
El Puente Zohar (en hebreo: גֶּשֶׁר זֹהַר, Gesher Zohar) es un puente en la autopista 90, cerca del mar Muerto en el país asiático de Israel, y, en relación con el nivel del mar, es el puente más bajo del planeta. Situado a 40 metros de altura sobre el lecho del río, cuenta con una extensión máxima de 120 metros. Construido en una zona propensa a terremotos se construyó con normas estrictas. La construcción del puente se terminó en 1997. Hoy, el puente es considerado el tercero más grande del país.